# Carlos Enrique Ferreyros Urmeneta
Carlos Enrique Ferreyros Urmeneta (Lima, Perú, 24 de marzo de 1926 - Lima, Perú, 13 de octubre de 1985) fue un abogado, periodista, maestro, escritor, poeta y político peruano.

## Vida
Hijo de Carlos Ferreyros Ayulo y Marina Urmeneta Vivanco, cursó sus estudios primarios y secundarios en el Colegio San Agustín. Ingresó a la Universidad Nacional Mayor de San Marcos para estudiar Derecho y simultáneamente colaboraba con el diario “Jornada” escribiendo artículos en su columna “Los puntos sobre las íes” combatiendo la dictadura militar usurpadora desde 1948. En 1949 se casó con doña María Teresa García Montero Koechlin, naciendo el año siguiente su hija María Teresa.
Su lucha por la democracia le valió en 1950 ser encarcelado sin mandato judicial en el tristemente desparecido “Panóptico” y luego desterrado a Buenos Aires, República Argentina, donde colaboró para los periódicos “La Prensa” y “Continente” y publica un libro de poesías “La Tierra Exacta”. Regresa al país a fines de 1954, continuando sus estudios hasta graduarse de abogado en abril de 1957, año en el que nació su hijo Carlos Enrique. 
Como siguió enfrentándose a la Dictadura que agonizaba a través de las columnas del diario “La Prensa”,en 1955 fue nuevamente apresado y conducido al Penal en la isla del “Frontón”. Es liberado al poco tiempo, integrando la Coalición Nacional que hizo giras a nivel nacional promoviendo la vuelta a la Democracia y en diciembre de dicho año, protagonizó, entre otros, la llamada Revolución de Arequipa, que fue un levantamiento popular en la Blanca Ciudad, que provocó la inmediata destitución del poderoso Ministro de Gobierno Esparza Zañartu y la vuelta al régimen democrático.
Al año siguiente es llamado a integrar la lista de candidatos al Congreso en las listas del Frente Democrático Independiente encabezado por don José Gálvez Barrenechea y don Raúl Porras, la que triunfó abrumadoramente ingresando Ferreyros a la Cámara de Diputados siendo en 1958 Primer Vice-Presidente y en 1959 Presidente en ejercicio. En esos años representa al Perú en diversos certámenes internacionales. En 1962 un nuevo golpe militar interrumpe el régimen constitucional y perseguido una vez más, estuvo escondido hasta que un año después se instauró nuevamente el régimen civil. 
Entre 1963 y 1968 se dedicó al ejercicio de su profesión, incorporándose al Partido Aprista Peruano debido a su admiración por su Jefe, don Víctor Raúl Haya de la Torre, pero al interrumpirse nuevamente el régimen democrático en este último año, se avoca a utilizar todos los foros posibles, entre ellos la cátedra en las Universidades Federico Villarreal y San Martín de Porras, para solicitar el regreso del país a la constitucionalidad.
A inicios de 1975 postula al Decanato del Ilustre Colegio de Abogados de Lima, ganando las elecciones y convirtiendo a la Institución en una trinchera por la democracia, exigiendo en su condición de representante del gremio de abogados el respeto a la Constitución y la vuelta al Estado de Derecho, esto es, con la entrega del gobierno militar al civil elegido democráticamente en elecciones libres (diario “La Prensa, 11.ENE.1975, pp. 1; diario “La Crónica”, 11.ENE.1975, pp. 6;diario “Correo”, 11.ENE.1975, pp. 19). El descontento popular ante la dictadura militar provocaron una serie de desmanes y revueltas populares el 5 de febrero que la prensa estatizada en esa época quiso responsabilizar a Ferreyros como organizador (diario “La Crónica”, 10,11,14.FEB.1975, pp. 1, diario “La Prensa”, 14, 15.FEB.1975, pp. 1), quien a pesar de las amenazas siguió solicitando el retorno a la democracia, lo que le valió ser nuevamente encarcelado y deportado a México en agosto del indicado año, junto con otros connotados políticos, como Armando Villanueva del Campo, Luis NegreirosCríado, Carlos Malpica Silva Santisteban, Ricardo Letts, Horacio Zevallos, entre otros. Al poco tiempo, al caer el gobierno de facto, se le permitió regresar al país, postulando en 1976 a la reelección en el Decanato en el Ilustre Colegio de Abogados de Lima, la que ganó abrumadoramente. 
En 1978, al convocarse a elecciones para Asamblea Constituyente, integró la lista del Partido Aprista Peruano encabezada por don Víctor Raúl Haya de la Torre, siendo elegido entre los cien representantes que a la postre elaboraron la Constitución Política en julio de 1979. Al mes siguiente, falleció Haya de la Torre. 
Fallecido el Jefe del Partido Aprista, éste cayó en un vacío, tanto más que eran inminentes las elecciones presidenciales de 1980 y, considerando que existía una severa desviación doctrinaria hacia modelos estatistas antihistóricos, Ferreyros se alejó, constituyendo el Movimiento “Pan con Libertad”, luego “Partido Radical”.A inicios de 1985 enfermó gravemente, falleciendo el 13 de octubre.

El distrito de San Isidro, ciudad de Lima, honra su recuerdo con una Avenida con su nombre. El 2016 se editaron un volumen de Poesías inéditas.

## Obras
- “La Tierra Exacta”. Editorial Noya, Buenos Aires, 1951.
- “El peligro de suscribir tratados con los gobiernos de facto”. En “Cuadernos Americanos”, México, 1975. •
- “Obra Poética”. Biblioteca Abraham Valdelomar. Ricardo Angulo Basombrío Editor. Lima, 2016[2]